# Kolla pupula
Kolla pupula är en insektsart som beskrevs av Kirby 1891. Kolla pupula ingår i släktet Kolla och familjen dvärgstritar. Inga underarter finns listade i Catalogue of Life.